# Elias Bengtsson
Elias Ivar Bengtsson, född 17 april 1918 i Gränna, död 27 december 1997 i Sollentuna, var en svensk professor i infektionssjukdomar.
Elias Bengtsson var den äldste av skohandlare Gustaf Adolf Bengtsson och Lydias f. Zetterquist tre söner.
Efter genomgången läkarutbildning (med. lic. 1946) blev han underläkare vid Roslagstulls sjukhus i Stockholm 1949. Bengtsson blev sedan biträdande överläkare 1954, överläkare Roslagstulls sjukhus 1965 - 1984 samt blockchef 1977 - 1984. Elias Bengtsson disputerade på en avhandling om virusorsakad myocardit 1957 och år 1958 blev han docent i klinisk epidemiologi vid Karolinska institutet i Stockholm. Han var professor i infektionssjukdomar 1969–1984.
Bengtsson innehade en rad olika förtroendeuppdrag både i Sverige och utomlands varav många för WHO. Bland annat startade han en station för malariaforskning i Liberia där många doktorander praktiserade. Han var ordförande i Svenska Infektionsläkarföreningen under två perioder, först 1962–1963 och sedan 1977–1980 samt ledamot av läkemedelsnämnden 1969-1985. Bland de mer udda uppdragen kan nämnas att han var chefsläkare för svenska olympiska kommittén 1968 under OS i Mexico City och ledamot av Nobelkommittén 1970-1985.
Bengtsson hade även intressen utanför det medicinska området. Han var styrelseledamot i olika intresseföreningar bland annat Svenska kyrkans fria Synod, medlem i Samfundet Pro Fide et Christianismo 1983 - 1997, ordförande i Collegium Musicum Sollentuna 1984 - 1988. Dessutom var han nämndeman i Stockholms landsting 1991 -1997.
Bengtsson författade läroböcker och skrev flitigt i medicinvetenskapliga tidskrifter inom sina fackområden kardiologi, akuta infektionssjukdomar och tropiska sjukdomar.
Han var från 1949 gift med Sigrid Margareta Bengtsson (1922–1983) f. Sjöström. Tillsammans fick de barnen Lars Johan 1949 - 2012, Stellan f.1952 gm Margareta f. Hallberg och Anne-Charlotte f.1958, vilka i sin tur gav dem sex barnbarn. Elias Bengtsson är begravd på Silverdals griftegård.